# Adsbøl Station
Adsbøl Station er et tidligere holdested i Adsbøl på Sønderborgbanen i Jylland. Fra starten i 1901 var det den eneste på strækningen der ikke fik betegnelse af station, men derimod et billetsalgssted uden sidespor. Bortset fra en landejendom var der ingen bebyggelse på stedet. Da det netop var så øde blev det nedsat til trinbræt allerede i 1925 og det var også den første der lukkede på strækningen i 1955.
54°56′13.66″N 9°36′44.46″Ø / 54.9371278°N 9.6123500°Ø